# Anomoeotes phaeomera
Anomoeotes phaeomera és una espècie de lepidòpter zigenoïdeu de la família dels himantoptèrids (Himantopteridae), subfamília Anomoeotinae.
És una espècie endèmica d'Angola i Camerun.